# Beöthy István (római katolikus pap)
Beöthy István (Tenke, 1882. július 20. – Székesfehérvár, 1979. október 4.) római katolikus pap, prépost.

## Életpályája
Szülei: Beöthy Gábor (1850–1929) és Hubay Katalin (1855–1949) voltak. Középiskoláit Hajdúnánáson, Nagyváradon és Veszprémben végezte el. 1900-ban érettségizett a veszprémi piarista gimnáziumban. 1900–1901 között Veszprémben, 1901–1905 között pedig a bécsi Pázmáneumban végezte teológiai tanulmányait. 1905-ben Bécsben pappá szentelték.
1905-ben Zalamerenyén volt káplán. 1905–1907 között Murakeresztúron volt káplán. 1907–1914 között tanulmányi felügyelő és a szentírástudomány tanára a veszprémi szemináriumban, 1914–1915 között a szeminárium aligazgatója volt. 1908-ban teológiai doktorátust szerzett. 1915-től szentszéki ügyész lett. 1916–1918 között a középiskolai hittanárokat képesítő bizottság tagja volt. 
1918–1935 között plébános és kerületi esperes volt Sümegen. 1919–1935 között az állami főreáliskola püspöki biztosa volt. 1923-tól zsinati vizsgálóként dolgozott. 1926-tól címzetes somogyvári apát volt. 1933-tól az Észak-Zala Actio Catholica igazgatója volt. 1935–1940 között veszprémi mesterkanonok, zsinati bíró volt. 1935–1936 között az Irgalmas Nővérek veszprémi Intézetének igazgatója volt. 1936–1940 között a szeminárium rektora és a főtanfelügyelő állandó helyettese volt. 1937–1943 között a középiskolai hittanárok püspöki főbiztosa volt. 1940–1943 között somogyi főesperesként tevékenykedett. 1941–1943 között a székesegyházi plébánia adminisztrátora volt. 1943–1945 között székesegyházi főesperesként szolgált. 
1945–1970 között provikárius és éneklő kanonok volt. 1946-tól pápai prelátus lett. 1947-től hitoktatási főfelügyelőként dolgozott. 1957-től és 1972-től provikárius volt. 1963-tól szentszéki bíró volt. 1970–1979 között nagyprépost volt. 1973-tól szentszéki elnök volt.
A Veszprémi Egyházmegyében jelentős egyházszervezői tevékenységet folytatott. Veszprémben hét mázsás harangot adományozott a székesegyháznak, restauráltatta a Szentháromság-szobor kőkorlátját. A székesegyház sírboltjába temették el.